# Escrocii (serial)
Escrocii (în engleză Hustle) este un serial britanic de televiziune produs de Kudos Film and Television pentru BBC One în Marea Britanie. Creat de Tony Jordan și difuzat prima dată în 2004, serialul prezintă acțiunile unui grup de escroci specializați în "escrocherii în stil mare" – înșelăciuni extinse care necesită o mare implicare, dar care aduc venituri mai mari decât escrocheriile simple. Cel de-al șaptelea sezon a fost difuzat de BBC One la începutul anului 2011, iar BBC a anunțat că viitorul sezon al optulea va fi probabil și ultimul.